# Miraflores, Jalisco
Miraflores är en ort i Mexiko.   Den ligger i kommunen Juanacatlán och delstaten Jalisco, i den centrala delen av landet, 400 km väster om huvudstaden Mexico City. Miraflores ligger 1 525 meter över havet och antalet invånare är 372.
Terrängen runt Miraflores är kuperad åt sydost, men åt nordväst är den platt. Runt Miraflores är det ganska tätbefolkat, med 222 invånare per kvadratkilometer. Närmaste större samhälle är Atotonilquillo, 2,2 km söder om Miraflores. I omgivningarna runt Miraflores växer huvudsakligen savannskog.